# NGC 595
NGC 595 è una nebulosa a emissione situata nella costellazione del Triangolo a una distanza di circa 2,83 milioni di anni luce dalla nostra Via Lattea.

## Scoperta
NGC 595 è stata scoperta il 1 ottobre 1864 dall'astronomo prussiano Heinrich d'Arrest.

## Descrizione
NGC 595 è la seconda nebulosa a emissione più brillante in M33 dopo NGC 604. È particolarmente ricca di stelle di Wolf-Rayet, di un sottotipo spettrale più prossimo ai controtipi della Via Lattea che alla Grande Nube di Magellano.
Come NGC 604, contiene anche delle associazioni OB, il cui studio ha permesso di stabilire l'età dei più recenti periodi di formazione stellare in questa regione.